# Polyipnus surugaensis
Polyipnus surugaensis är en fiskart som beskrevs av Aizawa, 1990. Polyipnus surugaensis ingår i släktet Polyipnus och familjen pärlemorfiskar. Inga underarter finns listade i Catalogue of Life.